# Acaudella puchovi
Acaudella puchovi är en insektsart som beskrevs av Nevsky 1929. Acaudella puchovi ingår i släktet Acaudella och familjen långrörsbladlöss. Inga underarter finns listade i Catalogue of Life.